# إلسا بيرنت
إلسا بيرنت (بالسويدية: Elsa Burnett) هي ممثلة سويدية، ولدت في 10 ديسمبر 1902 في ستوكهولم في السويد، وتوفيت في 3 يناير 1999 في Höganäs ‏ في السويد.

## وصلات خارجية
- إلسا بيرنت على موقع IMDb (الإنجليزية)
- إلسا بيرنت على موقع أول موفي (الإنجليزية)
- إلسا بيرنت على موقع قاعدة بيانات الأفلام السويدية (السويدية)
- إلسا بيرنت على موقع قاعدة بيانات الفيلم (الإنجليزية)
- إلسا بيرنت على موقع كينوبويسك (الروسية)